# Antoni Janusz Pastwa

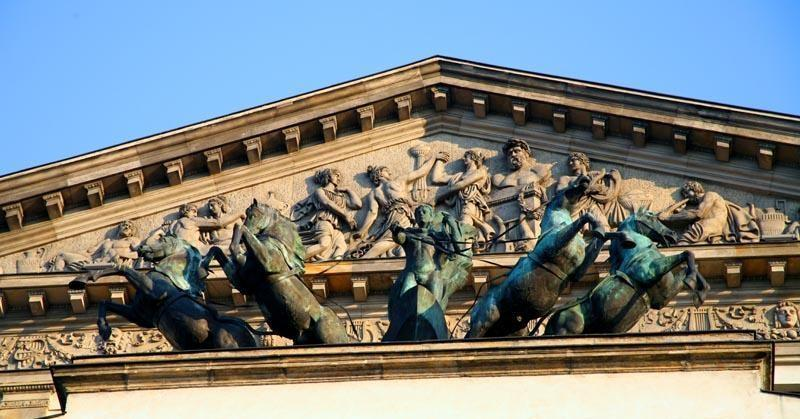
Kwadryga Apollina zdobiąca Teatr Wielki w Warszawie

Antoni Janusz Pastwa (ur. 26 stycznia 1944 roku w Brzózie) – polski rzeźbiarz, pedagog.
W latach 1964–1970 studiował na Wydziale Rzeźby Akademii Sztuk Pięknych w Warszawie. Dyplom wykonał pod kierunkiem Jana Bohdana Chmielewskiego. W roku 1974 został zatrudniony jako asystent na Wydziale Rzeźby macierzystej uczelni. Od roku 1978 do 1980 był stypendystą Funduszu Kultury MKiS. W roku 1994 otrzymał tytuł profesora. W latach 1993–1996, 1999–2002, 2002–2006 sprawował funkcję dziekana Wydziału Rzeźby.
Zajmuje się głównie rzeźbą i rysunkiem, tworzy również rzeźby w przestrzeni publicznej.
W 2011 został odznaczony Srebrnym Medalem „Zasłużony Kulturze Gloria Artis”.

## Wystawy indywidualne
- 1972 Galeria Rzeźby, Warszawa
- 1976 Galeria Związku Polskich Artystów Plastyków, Warszawa
- 1978 Galeria Krzywe Koło, Warszawa
- 1980 Galeria Atlantis, Duisburg
- 1987 Galeria Arsenał, Poznań
- 1987 Galeria Zamek, Olsztyn
- 1988 Galeria Oranżeria, Orońsko
- 1991 Galeria Spicchi del Est, Rzym
- 1994 Galeria STUDIO, Warszawa
- 1996 Mała Galeria, Nowy Sącz
- 1997 Biuro Wystaw Artystycznych, Zamość
- 1998 Galeria Aula, Warszawa
- 1998 Biuro Wystaw Artystycznych, Ostrowiec Świętokrzyski
- 2001 Centrum Kultury Zamek, Poznań
- 2003 Space Gallery, Kraków
- 2006 Galeria Studio, Centrum Sztuki Studio. Wystawa pt. „Malarstwo Grzegorz Pabla, rzeźba Antoniego Janusza Pastwy”
- 2007 Festiwal Sztuki w Spoleto – Włochy. Prezentacja prac w ramach festiwalu z różnych dziedzin kultury
- 2007 Instytut Kultury Polskiej w Rzymie
- 2008 Galeria „Studio” Centrum sztuki „Studio”
- 2010 2010 – Galeria BWA Białystok
- 2011 Galeria Instytutu Kultury Polskiej w Rzymie.
- 2012 Galeria BWA Ostrowiec Świętokrzyski
- 2013 Galeria Instytutu Polskiego, Z cyklu „Cienie” – Rzym
- 2014 Galeria Salon Akademii „Torsy i cienie”
- 2015 Galeria Sceny Plastycznej KUL „Rzeźba i rysunek”
- 2016 Galeria Salon Akademii Sztuk Pięknych w Warszawie wraz z prezentacją albumu[potrzebny przypis]
- 2017 Galeria Salon Akademii Sztuk Pięknych „Kucz-Pastwa” Warszawa[potrzebny przypis]
- 2019 Muzeum Literatury Warszawa[potrzebny przypis]
- 2019 Galeria Test Warszawa[potrzebny przypis]
- 2022 "Galeria Opera" Teatr Wielki, Warszawa

## Realizacje
- 1973 pomnik Józefa Brandta, Orońsko
- 1977 pomnik Henryka Wieniawskiego, Lublin
- 1981 Pomnik Katyński, Warszawa (z Adamem Myjakiem)
- 1988 popiersie Janusza Groszkowskiego, Warszawa
- 1997 pomnik Dowborczyków (rekonstrukcja pomnika z 1930 roku, autorstwa rzeźbiarza Michała Kamieńskiego)
- 1999 Grób Nieznanego Żołnierza, Częstochowa (z Adamem Myjakiem )
- 2002 Kwadryga Apollina na frontonie Teatru Wielkiego w Warszawie (z Adamem Myjakiem)
- 2004 – Statuetka „Mecenas Kultury”, za wspomaganie kultury narodowej.
- 2007 – Statuetka „Mecenas Kultury Warszawy”
- 2008 – Statuetka „Dobroczyńca Kultury”, za wspomaganie kultury narodowej.
- 2011 – Reliefy na gmachu Rezydencji Foksal, Warszawa
- 2017 – Pomnik Jerzego Janickiego, Warszawa
- 2020 – Pomnik Stanisława Jankowskiego "Agatona", Warszawa

## Prace w zbiorach
- Muzeum narodowe w Warszawie
- Muzeum olimpijskie w Lozannie
- Muzeum sportu w Madrycie
- W centrum Rzeźby Polskiej Orońsko
- Centrum Sztuki Współczesnej Studio
- Galeria Arsenal Poznań
- W przestrzeni miasta Kielc, Lublina, Gdańska, Radomia, Willany – Węgry, wyspy Tinos – Grecja, oraz w zbiorach prywatnych w kraju i za granicą

## Nagrody
- 1973 – I nagroda w ogólnopolskim konkursie na pomnik Brandta w OrońskuI
- 1977 – I nagroda w międzynarodowym konkursie „Sport w Sztuce” Madryt
- 1978,1979 – Biennale Małych Form Rzeźbiarskich – medal, Poznań[potrzebny przypis]
- 1981 – Stypendysta Funduszu Rozwoju Twórczości[potrzebny przypis]
- 1986 – Olimpijski Konkurs Sztuki PKOL w Warszawie, 2 nagrody i wyróżnienie
- 1996,1998[potrzebny przypis] – Nagroda Ministra Kultury R.P.
- 2002 – Nagroda im. C.K. Norwida w dziedzinie plastyki
- 2004 – Złoty Wawrzyn w dziedzinie sztuk plastycznych, Warszawa
- 2009 – Nagroda im. Brata Alberta
- 2011 – Srebrny Medal „Zasłużony Kulturze Gloria Artis”[2]
- 2018 – Nagroda im. C.K. Norwida w dziedzinie plastyki[potrzebny przypis]
- 2019 – Honorowa Srebrna Laska[potrzebny przypis]
- 2019 – Złoty medal zasłużony kulturze "Gloria Artis"
- oraz wiele innych nagród i wyróżnień